# Clethra obovata
Clethra obovata là một loài thực vật có hoa trong họ Clethraceae. Loài này được (Ruiz & Pav.) G.Don mô tả khoa học đầu tiên năm 1834.